# Єрней Копітар
Є́рней Ба́ртол (Варфоломі́й) Копі́тар (словен. Jernej Bartol Kopitar; 21 серпня 1780, Репнє — 11 серпня 1844, Відень) — словенський мовознавець та філолог, урядовий цензор.

## З життєпису та доробку
Народився у невеликому селі Репнє на території словенської Кра́їни. Закінчив ґімназію в Любляні, працював приватним вчителем у домі знаменитого підприємця, науковця, мецената Зиґмунда Цойса. 1808 року переїхав до Відня, де працював у придворній бібліотеці бібліотекарем, з 1844 року — директором, цензором видань новогрецькою та слов'янськими мовами.
1808 року у Любляні видав «Gramatik der Slavischen Sprache in Krain Kärnten und Steyermark» (укр. Граматика слов'янської мови у Країні, Каринтії та Штирії), де виклав норми словенської літературної мови (також у книзі було вміщено критичний огляд словенської літератури).
Займався лексикографією, реформуванням абетки, укладанням підручників, збиранням фольклору та просвітницькою діяльністю. Його зусиллями 1817 року в люблянському ліцеї було відкрито кафедру словенської мови.
Як цензор, вивчав твір «Руської Трійці» «Русалка Дністровая». Визнав, що вона «гарна, вдатна, одушевлююча», але стояла на позиціях окремішності українського народу, що суперечило інтересам Австрії. Острігався пустити збірку, відіслав її до Львова, щоб інші брали на себе відповідальність за наслідки її виходу у світ.
Досліджував давньослов'янські пам'ятки, 1836 року видав глаголичну пам'ятку старослов'янської мови XI століття «Glagolita Clozianus», куди увійшли так звані Фрейзінґенські (Мюнхенські) уривки — перший відомий текст слов'янською мовою, написаний латинкою. Є.Копітар доповнив видання короткою граматикою старослов'янської мови та історичним нарисом.
1839 року опублікував у Відні працю «Hesychii Glossoggraphi discipulus et επιγλωσσιστης Russus in ipsa Constantinopoli sec. XII-XIII e codice Vindobonensi graecorussica omnia, additis aliis pure graecis, et trium aliorum Cyrilliani lexici codicum speciminibus, aliisque miscellaneis philologici maxime et slavistici argumenti».
Був прихильником ідей слов'янського відродження, тісно співпрацював із основоположниками слов'янської філології Йосефом Добровським та Вуком Караджичем. У своїх працях висунув теорію про карантансько-паннонське (словенське) походження староцерковнослов'янської мови, яку втім відкинула наукова спільнота.
Статті Копітара зібрав Франц Міклошич (працював під його керівництвом у Віденській  бібліотеці, видав 1857 року у Відні збірку «Barth. Kopitars Kleinere Schriften: sprachwissenschaftlichen, geschichtlichen, ethnographischen und rechtshistorischen Inhalts» (укр. Невеликі статті Бартоломея Копітара мовознавчого, етнографічного та правового змісту).